# Prímteszt
Prímteszten a matematikában vagy informatikában olyan (determinisztikus) algoritmust vagy indeterminisztikus (például valószínűség-elméleti) módszereket is megengedő eljárást értünk, melynek ismeretében bármely adott egész számról, vagy csak bizonyos típusú számokról (véges sok lépésben) el tudjuk dönteni, hogy prímszám-e, vagy pedig összetett. Ettől lényegesen különböző és sokkal nehezebb feladat egy adott szám prímtényezőinek a megtalálása (prímfelbontás).
A következőkben csak a pozitív számok prímteszteléséről fogunk szólni, hisz egy negatív szám akkor és csak akkor prím, ha ellentettje, mint egész szám, szintén prím.

## Tetszőleges számok tesztelése

### Naiv módszer
A legegyszerűbb módszer a következő: az adott egész számot sorra elosztjuk a nála határozottan kisebb pozitív egész számokkal. Ha van ezek között olyan, 1-től különböző szám, ami az adott egész számnak osztója, akkor a szám nem prím; ellenben viszont, ha nincs, akkor ez a szám egy prímszám.
Egy nagyon primitív pszeudokód formájában a következőképp „algoritmizálhatjuk” ezt:
1. legyen s=2; és olvassuk be a tesztelendő n egész számot,
2. ha n=0 vagy n=1, akkor sem nem prím, sem nem összetett; STOP; ha n>2, menjünk 3).-ra
3. Képezzük az m=<n mod s> maradékot; ha ez 0 és m<n, akkor n nem prím, STOP; ha m=n, akkor n prím, STOP; ha pedig az előző esetek egyike sem teljesül, ekkor tehát m<n és m nem nulla, legyen s=s+1, és menjünk 3).-ra.

Az eljárás elég lassú, de a tárhely növelésével gyorsítható. Ez azon alapul, hogy nem kell a számnál kisebb összes természetes egésszel osztanunk, hanem nyilván elegendő ezt csak a nála kisebb prímekkel megtenni. Ehhez készíteni kell egy prímszámtáblázatot, ami például az eratoszthenészi szita módszerén vagy más szitálási eljárásokon alapulhat.
A számokat elég a négyzetgyökükig vizsgálni, hiszen a szorzás kommutatív művelet.

### Wilson-prímteszt
Ennek a prímtesztnek, legalábbis ma, csak elméleti jelentősége van; a Wilson-tételen alapul:
{\displaystyle (n-1)!\equiv -1{\bmod {n}}\Leftrightarrow }n prím.
Azonban ennek használatához az n! faktoriális függvényt kellene számolni, erre viszont jelenleg nincs hatékony eljárás.

### Fermat-prímteszt
Ha p prím, akkor {\displaystyle a^{p}-a} osztható p-vel, ahol p nem osztója a-nak.

### A Solovay–Strassen-teszt
Egy adott páratlan n számról a következőképpen döntjük el, hogy prím-e:
választunk véletlenszerűen egy 0<b<n egész számot. Ezután kiszámítjuk az euklideszi algoritmus segítségével a (b, n) legnagyobb közös osztót. Ha ez egynél nagyobb, akkor készen vagyunk: n összetett szám. Ha nem, akkor kiszámítjuk egyrészt {\displaystyle b^{\frac {n-1}{2}}} n-nel vett legkisebb abszolút értékű maradékát, másrészt a :{\displaystyle \left({\frac {b}{n}}\right)} Jacobi-szimbólum értékét. Ha n prím, akkor a két értéknek, az Euler-kritérium értelmében, meg kell egyezni. Fontos megjegyezni, hogy noha a Jacobi-szimbólum n prímfelbontása segítségével van definiálva, értéke anélkül is gyorsan kiszámítható. Ha n összetett, akkor legfeljebb 1/2 annak a valószínűsége, hogy véletlen b-re ez a két érték megegyezik. Ezért sokszor ismételjük a fenti próbát véletlenszerűen választott b értékekkel. Ha a két szám akár csak egyszer is eltér, akkor biztosak lehetünk benne, hogy n összetett. Ha viszont mindig megegyeznek, akkor igen nagy valószínűséggel prím.

### A Miller–Rabin-teszt
Legyen n a tesztelendő páratlan szám, {\displaystyle n-1=2^{s}t}, t páratlan.
Legyen 0<b<n.
{\displaystyle b^{t}\equiv 1{\pmod {n}}} vagy van olyan {\displaystyle 0\leq r<s}, hogy {\displaystyle b^{2^{r}t}\equiv -1{\pmod {n}}}.
Ha n prímszám, akkor a fenti állítás minden b-re teljesül; ha n összetett, akkor ez legfeljebb a b-k egynegyedére igaz. Ezért véletlenszerűen választunk b értékeket, és ha mondjuk 100 egymásutáni választásra igaz a fenti állítás, akkor n nagy valószínűséggel prím.
(Sokan félreértelmezik a fentieket, és úgy gondolják, hogy sok teszt szükséges. Nem veszik figyelembe, hogy ha n összetett, ami nagyon ritkán fordul elő egy nagyobb, véletlenszerűen választott páratlan számnál - ha az átmegy a teszten. Pl. 2^64-ig 31894014 db (b=2) álprím és 4,25656*10^17 prímszám van, tehát kevesebb, mint 2^(-32) valószínűséggel összetett - pedig csak egy teszt.)

### A BPSW-teszt
Kidolgozói, névadói: Robert Baillie, Carl Pomerance, John L. Selfridge, és Samuel S. Wagstaff, Jr.
Jelenleg (2013 július) a leghatékonyabb valószínűségi prímteszt: nem bizonyítja egy szám prím voltát, ha átmegy a teszten, de erősen valószínűsíti: P=99,9999...%. Ellenben bizonyítja az összetettségét, ha bukik rajta.
A BPSW-teszt két teszt kombinációja: egy Miller–Rabin-teszt (b=2, ld. előbb), és egy Lucas-Selfridge teszt.
Utóbbinak a lényege, hogy ha n osztója az első Lucas-sor n+1. elemének, azaz
{\displaystyle U_{n+1}\equiv 0{\pmod {n}}}
akkor n prím vagy Lucas-álprím.
A BPSW-teszt fő erejét az a tény adja, hogy a rész-teszteknek különböző típusú álprímjei vannak, melyeknek nincs eddig ismert közös eleme, tehát nem ismerünk még olyan összetett számot, amelyik átmenne mindkét teszten. Bizonyított, hogy 264-ig (kb.18 trillió) nincs BPSW-álprím.
Pomerance feltételezi, hogy végtelen sok álprímje van ennek a tesztnek is. Zhuo Chen és John Greene megadott egy 21248 (376 jegyű szám!) elemű számhalmazt, melyben 740 álprím is lehet.
A BPSW-teszt még sokkal erősebbé tehető Lucas-V teszttel, jelentős plusz számítások nélkül:
{\displaystyle V_{n+1}\equiv 2Q{\pmod {n}}}
ahol V a 2. Lucas sor, Q pedig a teszt Selfridge Method A* -gal kiválasztott (=> D, P, Q) paramétere.

### Az AKS-algoritmus
2002 augusztusában három indiai matematikus – Manindra Agrawal, Neeraj Kayal és Nitin Saxena – polinomiális prímtesztet talált ki. Ez a prímek következő karakterizációján alapul:
Legyen {\displaystyle n\geq 2} természetes szám, r olyan n-nél kisebb természetes szám, hogy n rendje r-rel osztva nagyobb, mint ({\displaystyle log_{10}} n)2. n pontosan akkor prím, ha:
1. n nem teljes hatvány,
2. n-nek nincs prímtényezője, ami {\displaystyle \leq r},
3. {\displaystyle (x+a)^{n}\equiv x^{n}+a{\pmod {(n,x^{r}-1)}}}teljesül minden {\displaystyle 1\leq a\leq {\sqrt {r}}\log n}egész számra.

## Speciális alakú számok tesztelése (Pepin-teszt)
Speciális alakú számokra vannak speciális prímtesztek. Például, ha {\displaystyle N=2^{2^{n}}+1} alakú Fermat-szám (n≥ 1), úgy N prím pontosan akkor, ha
{\displaystyle 3^{\frac {N-1}{2}}\equiv -1{\pmod {N}}.}